# Акантоды
Аканто́ды, или колючкозу́бые (лат. Acanthodii, раньше — Acanthodei), — класс вымерших рыб. Согласно результатам последних исследований, акантоды представляют собой парафилетическую группу, относящуюся к стем-группе класса хрящевых рыб.
Название таксона восходит к имени входящего в него рода Acanthodes, первым получившего научное описание. Ранг данного таксона менялся; с 1940 года рассматривается как класс. Изучение акантодов ведёт своё начало с 1829 года, а в 1833—1845 годах в трудах Л. Агассиса было сформировано представление о них как о хорошо очерченной группе палеозойских рыб. С тех пор акантодов изучали многие палеонтологи, кардинально расширившие круг сведений об объёме таксона, строении и классификации акантодов. Ископаемые остатки акантодов обнаружены в отложениях начиная с середины силура и заканчивая концом перми; исчезновение акантодов связывают с массовым пермским вымиранием.
В своём строении акантоды сочетают признаки, характерные и для других групп палеозойских челюстноротых, отличаясь наличием хорошо выраженных плавниковых шипов перед всеми плавниками, кроме хвостового. Обитали как в морях, так и в пресных водоёмах; среди них преобладали планктонофаги и хищники. В составе класса выделяют четыре отряда, а также ряд родов неясного систематического положения.

## Название и ранг таксона
Впервые название Acanthodii (по-русски «акантоды») для таксономической группы палеозойских рыб ввёл в 1844 году в своих лекциях, прочитанных для Королевской коллегии хирургов Англии (опубликованы в 1846 году), английский зоолог Ричард Оуэн — как латинский эквивалент для введённого швейцарским естествоиспытателем Луи Агассисом французского названия Acanthodiens. Оба названия образованы от названия рода Acanthodes Agassiz, 1833 — первого из родов акантодов, получившего научное описание. В свою очередь, название данного рода образовано от др.-греч. прилагательного ἀκανθώδης ‘колючий’, отвечающего существительному ἄκανθα ‘шип, колючка’; оно связано с наличием у акантодов хорошо развитых и обычно многочисленных плавниковых шипов.
Оуэн придавал группе ранг отряда; в 1909 году английский зоолог Эдвин Гудрич повысил её ранг до подкласса. В 1940 году советский ихтиолог Л. С. Берг в работе «Система рыбообразных и рыб, ныне живущих и ископаемых» придал данной группе ранг класса.

## История изучения
История изучения акантодов восходит к 1829 году, когда немецкий палеонтолог Генрих Бронн из Гейдельберга в своей статье упомянул о найденных в окрестностях Саарбрюккена ископаемых остатках палеозойской рыбы. Изучив указанные находки, хранившиеся в коллекции Бронна, Луи Агассис в 1832 году предложил дать этой рыбе название Acanthoessus bronnii; в 1833 году он, приступив к работе над своим фундаментальным трактатом «Recherches sur les poissons fossiles» (1833—1843 гг., 5 томов), привёл в нём научное описание данного вида, переименованного в Acanthodes bronni (тогда он был единственным видом в составе рода Acanthodes).
Первоначально Агассис отнёс род Acanthodes к выделенному им семейству Lépidoïdes, которое относил к ганоидным рыбам (для отрядов и семейств он пользовался не латинскими, а французскими названиями). Позднее учёный (после того, как ввёл в рассмотрение новые роды вымерших рыб, сходные с Acanthodes) изменил свою точку зрения и выделил отдельное семейство Acanthodiens, в состав которого в 1843 году включал 4 рода: Acanthodes, Cheiracanthus, Diplacanthus и Cheirolepis (в 1860 году российский палеонтолог Х. И. Пандер отверг принадлежность последнего рода к данной группе и отнёс его к новому семейству Cheirolepidae, которое в настоящее время рассматривается как одна из базальных ветвей эволюционного ствола лучепёрых рыб). Так в научную литературу вошло представление об акантодах. В трактате Агассиса были описаны или только упомянуты также роды Climatius, Gyracanthus, Onchus, Oracanthus, Parexus, Plectrodus, известные лишь по находкам отдельных ихтиодорулитов (плавниковых шипов) и потому включённые автором в сборную группу «Ichthyodorulites»; в настоящее время эти роды также относят к акантодам.
В 1844—1845 годах Агассис опубликовал новую важную работу «Monographie de poissons fossiles des Vieux Grès Rouges», в которой он описал новые виды ранее описанных им родов, привёл научные описания для тех родов, для которых это не было сделано в предыдущем трактате, а также добавил к группе «Ichthyodorulites» ещё 3 рода: Cosmacanthus, Haplacanthus и Homacanthus, относимые ныне к акантодам. Исследование акантодов во второй половине XIX века продолжили Х. И. Пандер, Ф. Эгертон, Дж. Паури, Ф. Рёмер, Т. Гексли, А. Фрич, Р. Траквэр, О. Рейс, А. Вудвард и другие палеонтологи; при этом мнение Агассиса о принадлежности акантодов к ганоидным рыбам было отвергнуто, и их включили в качестве самостоятельного отряда в подкласс Elasmobranchii.
В первой половине XX века в работах У. Брайанта, К.-Х. Хоппе, Э. Нильсена, Ф. Бротцена, В. Гросса, Ж.-П. Лемана, Дж. Мой-Томаса, Д. Уотсона, Э. Стеншё, А. Ромера были детально исследованы морфология и гистология акантодов. При этом Д. Уотсон в 1937 году предложил объединить акантодов (в ранге отряда) вместе с 4 отрядами плакодерм в класс Aphetohyoidea, который бы среди челюстноротых (Gnathostomata) противостоял группе Pisces, включающей классы хрящевых и костных рыб; однако Л. С. Берг в 1940 году отверг сближение акантодов с плакодермами и обосновал их выделение в отдельный класс рыб.
Исследования строения и классификации акантодов были продолжены в течение второй половины XX века; здесь следует назвать имена Э. Ярвика, Т. Эрвига, Р. Денисона, Р. Майлса, Ю. Валиукевичуса, Дж. Лонга. Что касается систематического положения акантодов среди других классов челюстноротых, то в это время преобладала точка зрения, по которой акантоды входят в стем-группу костных рыб и являются для последних сестринской группой.
В начале XXI века продолжались открытия новых родов акантодов, а при исследовании филогении акантодов началось применение методов вычислительной филогенетики, что привело к изменению представлений о систематическом положении акантодов. Практически общепринятым стал взгляд на акантодов как на парафилетическую группу. При этом в большинстве публикаций акантоды попадают в стем-группу хрящевых рыб (а не костных), причём отдельные подразделения акантодов в совокупности образуют несколько базальных ветвей в тотальной группе хрящевых рыб; данные результаты, впрочем, требуют дальнейших подтверждений, основанных на привлечении к анализу пока не задействованных в нём родов акантодов и нахождении убедительных синапоморфий.
Изучение акантодов как одной из древнейших групп челюстноротых, сочетающих в себе черты основных классов рыб, представляет значительный интерес для зоологии — особенно для уточнения эволюционной истории и филогенетических отношений рыб. Определённый интерес некоторые виды акантодов представляют и как биостратиграфические индикаторы.

## Эволюционная история
Ископаемые остатки акантодов обнаружены в палеозойских отложениях начиная с середины силура (венлок, 430 млн лет назад) и вплоть до поздней перми (252 млн лет назад). К более раннему времени (поздний ордовик и начало силура) относятся микроостатки (представленные разрозненными чешуями, отдельными зубами, редко — плавниковыми шипами или рассеянными экзоскелетными костными обломками), которые предположительно можно отнести к акантодам, но с достоверностью это сделать не удаётся. Впрочем, и для более позднего времени находки цельных экземпляров или отчётливых отпечатков акантодов редки и встречаются преимущественно в отложениях олдреда Великобритании и некоторых районов Канады, девона Северной Земли и нижнего карбона Северо-Минусинских котловин; в других же регионах палеонтологи обычно имеют дело лишь с фрагментарными остатками экзоскелета, хотя относительно полные экземпляры иногда удаётся встретить и там (можно упомянуть, например, найденных Дж. Лонгом в конце XX века соответственно на юго-востоке Австралии и в Восточной Антарктиде остатки представителей родов Culmacanthus и Milesacanthus).
Практически все известные из силура виды акантодов (относящиеся к родам Climatius, Nostolepis, Poracanthodes, Xylacanthus и др.) описаны лишь по остаткам, представленным лишь изолированными элементами — включая чешуи, плавниковые шипы, зубные спирали, покровные челюстные кости. Скелетные остатки в настоящее время известны лишь для двух видов ишнакантообразных из пржидолия: Onchus graptolitarum (Чехия; неполный скелет) и Nerepisacanthus denisoni (Канада; почти полный скелет). В девоне же акантоды достигли максимального расцвета и разнообразия; из нижнего девона, в частности, известны роды Acritolepis, Brachyacanthus, Brochoadmones, Euthacanthus, Gyracanthus, Ischnacanthus, Mesacanthus, Nostovicina, Parexus, Pechoralepis, Uraniacanthus, Zemlyacanthus, а в среднем и верхнем девоне появляются Atopacanthus, Cheiracanthus, Culmacanthus, Diplacanthus, Haplacanthus, Homacanthus, Milesacanthus, Persacanthus, Triazeugacanthus. Напротив, в карбоне (из которого известны такие достаточно хорошо изученные роды, как Gyracanthus, Gyracanthides, Homalacanthus, Acanthodes, Acanthodopsis) число родов и видов акантодов значительно уменьшилось. Наиболее долго просуществовало семейство Acanthodidae, вымершее в ходе пермского вымирания.
За время своего существования акантоды претерпели относительно небольшие изменения (которые происходили конвергентно в различных отрядах): удлинение тела, утрата вспомогательных жаберных крышек и увеличение основной, развитие дополнительных сочленений между нёбно-квадратным хрящом и черепом, развитие сочленения между грудным шипом и плечевым поясом, более глубокое погружение шипов в толщу тела, уменьшение (вплоть до полного исчезновения) числа промежуточных плавниковых шипов.

## Описание
Акантоды относятся к группе Eugnathostomata (клада, включающая всех челюстноротых за вычетом плакодерм); при этом они сочетают в своём строении признаки других групп, образующих данную кладу — хрящевых и костных рыб. В частности, по строению как черепа, так и посткраниального скелета они сходны с хрящевыми рыбами, но отличаются от последних наличием окостенений в своём внутреннем скелете. От всех других Eugnathostomata акантодов отличает наличие хорошо выраженных плавниковых шипов не только перед спинными (как у многих хрящевых и некоторых костных рыб), но также перед анальным и парными плавниками (то есть перед всеми плавниками, кроме хвостового); у многих представителей между грудными и брюшными плавниками имелись также промежуточные (предбрюшные) шипы, не связанные с плавниковыми структурами (так, у Nostovicina имелось две пары предбрюшных шипов, у Ptomacanthus — три пары, у Brachyacanthus и Lupopsyrus — четыре пары, а у видов рода Euthacanthus — от четырёх до шести пар). Предположительное назначение шипов — обеспечение защиты от хищников. При этом наличие шипа перед анальным плавником — признак, представленный во всех отрядах акантодов, но отсутствующий у всех прочих рыб (потенциальная синапоморфия акантодов).
Внутренняя часть мозгового черепа (эндокраний) у акантодов — хрящевая, которая, однако, нередко частично окостеневала или обызвествлялась, либо была покрыта тонким слоем кости. Крупное окостенение с боковыми отростками имелось в верхней части мозговой коробки, а в её основании лежали другие окостенения. На дорсальной стороне и боках головы присутствовал покров из чешуй, тессер или мелких костных пластинок. Глаза у акантодов были крупными, глазницы были окружены несколькими окостеневшими пластинками; носовые же капсулы были небольшими и не имели окостенений.
Верхнюю и нижнюю челюсти акантодов формировали соответственно нёбно-квадратный и меккелев хрящи. Первый из них мог иметь от одного до трёх окостенений; у ранних форм он крепился к мозговому черепу при помощи гиомандибулы, а у более поздних имел с ним ещё два непосредственных сочленения. Меккелев хрящ был всегда длиннее нёбно-квадратного; он окостеневал одной или двумя частями. Челюстные мышцы у акантодов располагались по обе стороны челюстной дуги (у плакодерм — с внутренней стороны, у хрящевых и костных рыб — с внешней). Для тех родов акантод, у которых имелись зубы, можно выделить три типа зубов: изолированные зубы, зубные спирали и зубы, приросшие к челюстным костям; при этом регулярная смена зубов у акантодов отсутствовала (в отличие от современных им хрящевых и костных рыб).
Жаберные щели у ранних форм были прикрыты жаберной крышкой, прикреплённой к подъязычной (гиоидной) дуге и состоявшей из многочисленных узких пластинок, лишь снизу; вверху же они свободно открывались наружу, причём каждая жаберная щель была прикрыта своей собственной жаберной крышечкой. У более поздних форм вспомогательные жаберные крышки исчезают, а основная жаберная крышка увеличивается и полностью покрывает жаберные щели.
Осевой скелет обычно был хрящевым, хотя у некоторых форм имелись окостенения невральных дуг и тел позвонков. Спинных плавников — один или два. Хвостовой плавник — гетероцеркальный. Внутренний скелет плавников был развит слабо. У некоторых видов в брюшной части плечевого пояса имелись орнаментированные кожные окостенения, но большинство акантодов имело лишь эндоскелентные окостенения. Тело и плавники этих рыб были покрыты мелкими ромбическими или каплевидными кожными чешуями, рост которых происходил концентрическими слоями. На теле акантода чешуя располагалась косыми рядами и была сходна с ганоидной чешуёй, характерной для примитивных лучепёрых рыб; однако вместо ганоина чешуя акантодов содержала дуродентин. Чешую акантодов по гистологическому строению принято подразделять на два основных типа: ностолеписовый (такая чешуя имела дентиновую крону, пронизанную дентиновыми канальцами, и основание из клеточной костной ткани) и акантодесовый (дентиновая крона была иногда покрыта энамелоидом, а основание было образовано бесклеточной ламеллярной тканью). Детальный анализ позволил подразделить эти типы на более мелкие группы; так, в рамках ностолеписового типа в настоящее время выделяют 5 групп.
Форма тела большинства акантодов была стройной (веретеновидной), так что они, по-видимому, хорошо плавали. По своим размерам они обычно были невелики: хотя максимальная длина тела акантодов составляет примерно 2,5 м, большинство видов имело в длину 20—25 см и менее.

## Экология
Акантоды обитали чаще всего в морях (хотя значительная часть позднепалеозойских акантодов жила в пресных водоёмах; в частности, род Acanthodes известен из обеих сред от нижнего карбона до перми). Ископаемые остатки акантодов найдены также в опреснённых морских отложениях лагунного типа (как, например, нижнекарбоновые отложения Северо-Минусинских котловин, где много остатков наземной флоры). Появление акантодов в континентальных водоёмах отмечено уже в конце силура.
Среди акантодов преобладали планктонофаги и хищники, хотя некоторые из представителей класса были неспециализированными по характеру питания. Свою пищу акантоды находили в основном в средних слоях водоёмов и на водной поверхности. Среди планктонофагов и сестонофагов в экосистемах пресноводных водоёмов позднесилурийского и раннедевонского времени акантоды конкурировали с бесчелюстными и филлокаридами, а верхнюю часть трофической пирамиды образовывали, наряду с донными хищниками мечехвостами и засадчиками эвриптеридами, хищные виды акантодов (принадлежащие к отряду ишнакантообразных), которые были ведущими нектонными хищниками.

## Классификация
В своей классификации 1940 года Л. С. Берг подразделил класс Acanthodii на 7 отрядов: Climatiiformes, Mesacanthiformes, Ischnacanthiformes, Gyracanthiformes, Diplacanthiformes, Cheiracanthiformes и Acanthodiformes. Позже, однако, палеонтологи длительное время рассматривали в системе данного класса только 3 отряда: климатиеобразные (Climatiiformes), ишнакантообразные (Ischnacanthiformes) и акантодообразные (Acanthodiformes). На рубеже XX—XXI веков в ряде исследований было показано, что отряд Climatiiformes в традиционном объёме представлял собой парафилетическую (или даже полифилетическую) группу, что повлекло выделение из него некоторых семейств в самостоятельный отряд Diplacanthiformes.
Таким образом, в настоящее время в классе Acanthodii рассматривают 4 отряда:
- Climatiiformes: два спинных плавника; число пар предбрюшных шипов — обычно от двух до шести; зубы либо отсутствуют, либо (если имеются) не прикреплены к челюстям (последние не несут дермальных костей); обычно имелись вспомогательные жаберные крышки, у некоторых видов — только основная; чешуя ностолеписового типа с кроной, обычно орнаментированной костными рёбрышками[64][69];
- Acanthodiformes: один спинной плавник; предбрюшные шипы отсутствуют или же их число ограничено одной парой (в семействе Mesacanthidae); зубы и челюстные дермальные кости отсутствуют; у ранних форм имелись вспомогательные жаберные крышки, у более поздних — только основная; чешуя акантодесового типа, обычно гладкая; у поздних представителей хорошо развиты жаберные тычинки[70][71];
- Diplacanthiformes: два спинных плавника; не более одной пары предбрюшных шипов; настоящих зубов нет, хотя на нижней челюсти имелись окостеневшие зубные пластинки; жаберная крышка — только основная; чешуя ностолеписового типа (в одном из его вариантов)[64][67][72];
- Ischnacanthiformes: два спинных плавника; предбрюшные шипы отсутствуют; зубы хорошо развиты и прикреплены к прочным костям дермального происхождения; жаберная крышка — только основная; чешуя смешанного типа[64][71].

Ряд родов акантодов (например, Lupopsyrus, Lupopsyroides, Obtusacanthus) в настоящее время не удаётся отнести к какому-либо из перечисленных отрядов.